# Cmentarz parafialny w Baranowie Sandomierskim
Cmentarz parafialny w Baranowie Sandomierskim – cmentarz rzymskokatolicki znajdujący się w Baranowie Sandomierskim, na terenie powiatu tarnobrzeskiego i województwa podkarpackiego. Cmentarz jest wpisany do rejestru zabytków.

## Historia
Na cmentarz prowadzi kuta brama znajdująca się przy ulicy Fabrycznej. Najstarsze groby na cmentarzu pochodzą z pierwszej połowy XIX wieku. Najstarszym istniejącym nagrobkiem jest krzyż żeliwny z 1842 rokiem jako datą śmierci. Na cmentarzu znajduje się grób powstańca styczniowego Alfreda Lubaczewskiego, groby żołnierzy walczących w wojnie polsko-bolszewickiej oraz zbiorowe mogiły żołnierzy walczących w I wojnie światowej oraz II wojnie światowej (walki o przyczółek baranowsko-sandomierski). 
Na cmentarzu znajduje się zabytkowa, neoklasycystyczna kaplica - grobowiec rodu Dolańskich (właściciele zamku w Baranowie Sandomierskim w czasie dwudziestolecia międzywojennego). Kaplica została wybudowana w 1931 roku według projektu Tadeusza Stryjeńskiego. W tympanonie nad wejściem do kaplicy widnieje herb Dolańskich - Korab. Kaplica składa się z właściwego grobowca znajdującego się pod ziemią i części górnej z ołtarzykiem. Kaplica jest murowana i zewnętrznie przedstawia kształt krzyża.